# Паньків Михайло Ілліч
Миха́йло Іллі́ч Па́ньків (9 вересня 1940, село Вербівці, Городенківський район, Івано-Франківська область — 31 жовтня 2021) — 
український  історик, етнограф, краєзнавець, музейник, письменник, кандидат історичних наук, заслужений працівник культури України, відмінник освіти України. Лауреат всеукраїнської премії Павла Чубинського, обласних премій І. Вагилевича, І. Крип'якевича та В. Полєка, член правління Івано-Франківської обласної організації Товариства охорони пам'яток історії і культури, член Івано-Франківської обласної організації Національної спілки краєзнавців України, член Наукового товариства імені Шевченка.
Автор наукових публікацій з етнографії, народознавства, краєзнавства та історичної топоніміки, музейної справи, а також національно-визвольної боротьби на Прикарпатті. В науковій діяльності Михайло Паньків займається методикою польових досліджень, етнографічним районуванням, питаннями практичних рекомендацій, спрямованих на збереження та популяризацію традиційно-побутової культури українців. Музейній справі Михайло Ілліч присвятив багато років, працюючи на різних посадах у Івано-Франківському краєзнавчому музеї та яку не полишив перейшовши на викладацьку роботу в Прикарпатський національний університет імені Василя Стефаника.

## Біографія
Михайло Паньків народився 9 вересня 1940 року у селі Вербівці Городенківського району Івано-Франківської області.
Початкову освіту здобув в семирічці рідного села, яку закінчив 1953 року. У 1953—1956 роках навчався у середній школі в сусідньому селі Тишківці. Після закінчення школи навчався у Снятинському культурно-освітньому технікумі (1956—1958).
Закінчивши технікум, рік працював завідувачем Вербівського сільського клубу.
Впродовж листопада 1959 — серпня 1962 року проходив строкову службу в армії.
1962 року вступив на історичний відділ історико-філологічного факультету Івано-франківського педагогічного інституту. Викладачами Михайла Паньківа були Петро Арсенич та Валентин Мороз. 1966 року закінчив навчання в інституті з відзнакою.
У 1966—1967 роках працював вчителем історії Чернелицької школи.
1967—1969 роки — працював в Івано-Франківському обкомі комсомолу з молодою інтелігенцією області.
1969 року влаштувався в Івано-Франківський краєзнавчий музей науковим співробітником. 1970 року очолив відділ історії музею, а 1972 року став заступником директора. 1985 року очолив музей і на цій посаді пропрацював до 2002 року.
З вересня 2006 року Михайло Паньків працює доцентом кафедри етнології і археології Інституту історії, політології і міжнародних відносин Прикарпатського національного університету імені Василя Стефаника, а з 2015 року — професор цієї кафедри.

## Наукова та музейна діяльність
Займаючи посаду директора музею, Михайло Паньків займався науковою роботою. У 1987—1989 роках під його керівництвом археологи провели обстеження території Івано-Франківської області, внаслідок чого виявлено 1405 археологічних пам'яток та видано «Реєстр пам'яток археології Івано-Франківської області». Постійно брав участь у етнографічних дослідженнях Прикарпаття, на основі яких друкував статті в наукових журналах.
1989 року в Інституті фольклору та етнографії Білоруської АН (Мінськ) Михайло Паньків захистив кандидатську дисертацію «Сім'я і сімейний побут на Покутті (друга половина XIX — 80-ті роки XX ст.)». Науковим керівником роботи був професор Юрій Гошко.
1989 року був одним з ініціаторів створення «Краєзнавчого товариства ім. І. Франка», в якому мав об'єднатися краєзнавчий актив Прикарпаття. Але створення Всеукраїнської спілки краєзнавців, не дало цим планам реалізуватися. Натомість розробили новий Статут обласної організації, який затвердили 1991 року.
Від 1991 року за ініціативи Паньківа розпочався випуск журналу «Наукових записок Івано-Франківського краєзнавчого музею»
З 2008 року він очолює відділ етнології Науково-дослідного Інституту історії, етнології та археології Карпат Прикарпатського національного університету імені В. Стефаника.
Автор 17 монографій (рахуючи співавторство), понад 170 статей й з етнографії, музеєзнавства і краєзнавства.
На території Івано-Франківщини організував понад 10 музеїв та є автором понад 20 музеїв. Підготував експозиції для Літературно-меморіального музею Леся Мартовича, Музею-садиби Михайла Грушевського та інших.

## Приватне життя
Дружина Ольга Михайлівна - педагог початкової школи, донька Оксана пішла стопами матері. Син Паньків Ігор Михайлович український етнолог, кандидат історичних наук

## Публіцистична та літературна діяльність
Надрукована 1987 року стаття «Покуття» певною мірою активізувала в українській історіографії зацікавлення до історії цього краю.
Методичний посібник «Організація польових досліджень з етнографії» (2005) став певним узагальненням досвіду Михайла Паньківа у галузі польової етнографії.
Окремий розділ колективної монографії «Етнос. Соціум. Культура: регіональний аспект» (2006) присвятив етнографічній мозаїці Прикарпаття.
У 2012 році вийшла друком книга Михайла Паньківа «Схрони, бункери і криївки ОУН-УПА», в якій за допомогою спогадів, документальних матеріалів він розповідає про схованки УПА на Прикарпатті упродовж 1944—1956 років. А у 2017 році книгу, коштом міської ради, знову перевидали.
2013 року вийшла книга «Текла кровця по Вкраїні» в якій Паньків присвятив увагу місцевим назвам населених пунктів, назвам та пам'яткам на місці боїв, легендам та переказам, що стосувалися боротьбі з татарськими нападами на Прикарпатті з середини XV до початку XVIII століття.

## Відзнаки та нагороди
- Заслужений працівник культури України.
- Лауреат загальноукраїнської премії Павла Чубинського.
- Лауреат премії імені Івана Вагилевича Івано-Франківської обласної ради Українського товариства охорони пам'яток історії та культури[9].
- Лауреат обласної краєзнавчої премії імені Володимира Полєка[10].
- Почесний голова Івано-Франківської обласної організації Національної спілки краєзнавців України[11].
- Лауреат премії Євгена Паранюка[12].

## Вшанування діяльності
До 70-річчя Паньківа у відділі краєзнавчої літератури влаштували книжкову ювілейну виставку «Михайло Паньків: дослідник, етнограф, краєзнавець».
З нагоди 75-річчя Івано-Франківський краєзнавчий музей влаштував виставку «Служитель храму муз». Івано-Франківська обласна організація Національної спілки краєзнавців України провела Всеукраїнську наукову конференцію «Етнокультурна спадщина Прикарпаття (на пошану Михайла Паньківа з нагоди його 75-річчя)».

## Вибрана бібліографія
- Паньків М. Покуття. Етнографічний нарис / М. Паньків // Жовтень. — 1987. — № 2. — С. 102—105.
- Паньків М. І. Організація польових досліджень з етнографії: Посібн. — Івано-Франківськ, 2005. — 123 с.; іл.
- Етнос. Соціум. Культура: регіональний аспект. Монографія / В. В. Грещук, В. І. Кононенко, М. П. Лесюк, М. І. Паньків, М. Д. Романюк, С. І. Хороб та інші.–Київ–Івано-Франківськ: ВДВ ЦІТ, 2006.–315с. ISBN 966-640-170-3
- Паньків М. Схрони, криївки і бункери ОУН-УПА: док., спогади, короткі біогр. : до 70-річчя УПА / М. Паньків. — Коломия: Вік, 2012. — 191 с. ISBN 966-550-061-9
- Паньків, Михайло Ілліч. Числа, міри й час: історико-етнографічний аспект: навч. посіб. зі спецкурсу для підготов. студ. зі спец. "Історія " і «Етнологія» / Михайло Паньків ; Прикарпат. нац. ун-т ім. Василя Стефаника, Ін-т історії і політол., Навч.-наук. Ін-т історії, етнології і археол. Карпат, Івано-Франків. краєзн. музей. — Івано-Франківськ: Вид-во Прикарпат. нац. ун-ту ім. В. Стефаника, 2012. — 103 с. — Бібліогр.: с. 102—103. — 300 прим. — ISBN 978-966-640-339-4
- Текла кровця по Вкраїні [Текст]: (топоніми, легенди, перекази та пісні про татарські напади на Прикарпаття з середини XV до початку XVIII ст.) / ДВНЗ «Прикарпат. нац. ун-т ім. Василя Стефаника», Ін-т історії, етнології і археології Карпат, Нац. спілка краєзнавців України, Івано-Франків. обл. держ. центр туризму і краєзнавства учнів. молоді ; [упоряд., підгот. текстів, вступ. ст.] Михайло Паньків ; [наук. ред.: Кугутяк М. В.]. — Івано-Франківськ: Вид-во Прикарпат. нац. ун-ту ім. В. Стефаника, 2013. — 222 с. — (Бібліотека журналу «Краєзнавець Прикарпаття»). — Бібліогр.: с. 209—221. — ISBN 978-966-640-351-6

## Див.також
Список професорів-істориків ПНУ імені В.Стефаника